# Чемпіонат УРСР із шахів 1984 (жінки)
44-й чемпіонат України із шахів серед жінок, що проходив у Львові з 8 по 28 червня 1984 року.

## Загальна інформація про турнір
Чемпіонат проводився у приміщенні Палацу шахів у Львові. Головний суддя турніру — В.Стульников (всесоюзна категорія, Одеса).
Участь в турнірі за коловою системою взяли 16 шахісток, з них: 8 майстрів спорту та 8 кандидаток у майстри спорту. Серед учасниць сім чемпіонок України попередній років, зокрема: Тетяна Морозова (1970), Олена Єліна (1973), Любов Жильцова (1978), Олена Титова (1979), Наталія Гасюнас (1981), Ірина Челушкіна (1982) та Вікторія Артамонова (1983).
На старті турніру почергово очолювали турнірну таблицю Олена Титова (Київ), Наталія Ручйова (Севастополь) та Ірина Челушкіна (Львів). Після 8-го туру турнірну таблицю очолила Ірина Челушкіна — 6 очок при одній відкладеній партії, у Титової та Ручцової було — 5½ очок (по 1 відкладеній партії), Жильцова (Київ) — 5½ з 8, Стручкова (Ялта) — 5 з 8. Після дня догравань та дев'ятого туру становище лідерів було наступним: Титова і Ручйова — по 6½ очка, Челушкіна, Ірина Березіна (Київ) і Стручкова — по 6 очок.
У 10-му турі лідери турніру Титова (білими) та Ручйова зіграли внічию. У наступному турі Ручйова перемогла Васильєву (Одеса), а Титова зіграла внічию з Артамоновою. Після 11-го туру попереду була Ручйова — 8 очок. У Титової — 7½, у Челушкіної — 7 (1 відкладена партія зі Стручковою), у Зої Лельчук (Львів) теж 7 очок.
За підсумками 13-ти турів лідирували Наталія Ручйова — 10 очок, Олена Титова та Ірина Челушкіна — по 9½ очок.
У 14-му турі Ручйова перемогла Олену Єліна (Дніпропетровськ), Челушкіна — Марину Нижегородову (Житомир), а Олена Титова зіграла внічию з одеситкою Тетяною Морозова. Таким чином перед останнім туром, Наталія Ручйова зберегла лідерство — 11 очок, у Челушкіної — 10½ очок, у Титової — 10. По 9 очок у Березіної та Лельчук, 8½ — у Артамонової.
У заключному турі шахістки порадували бойовитістю. Пояснюється це просто: деяким учасницям необхідна була перемога. Наприклад, киянці Артамоновій для завоювання звання майстра спорту. А от львів'янці Лельчук очко дозволяло посісти четверте прохідне місце на відбірний турнір чемпіонату СРСР. Нічия влаштовувала хіба лідера — Ручйову, гарантуючи їй принаймні розподіл 1-2 місць. Однак представниця Криму здобула п'яту перемогу поспіль, цього разу над одеситкою Наталією Гасюнас.
Впоралися з наміченими завданнями й інші учасниці з лідируючої групи. Лельчук вигравши у Нижегородової, здобула путівку до відбірного турніру, а Вікторія Артамонова (перемогла М. Корнієць з Чернівців) та Ірина Березіна (нічия з Титовою) виконали норматив майстра спорту, який складав — 9½ очок.
Отже, чемпіонкою України з результатом 12 з 15 можливих очок (+10-1=4) стала 24-річна шахістка із Севастополя Наталія Ручйова.
Шахістки, які посіли перші чотири місця, а це окрім чемпіонки, Ірина Челушкіна (11½ очок), Олена Титова (10½ очок) та Зоя Лельчук (10 очок), отримали право участі у всесоюзному відбірному турнірі.
Із 120 зіграних на турнірі партій — 89 закінчилися перемогою однієї зі сторін (74,2 %), внічию завершилася 31 партія.

## Турнірна таблиця
| №  | Учасник                | Місто           | Вік | Звання | Рейтинг між / нац | 1 | 2 | 3 | 4 | 5 | 6 | 7 | 8 | 9 | 10 | 11 | 12 | 13 | 14 | 15 | 16 |  | +  | −  | = | Очки | Місце   |
| -- | ---------------------- | --------------- | --- | ------ | ----------------- | - | - | - | - | - | - | - | - | - | -- | -- | -- | -- | -- | -- | -- |  | -- | -- | - | ---- | ------- |
| 1  | Наталія Ручйова        | Севастополь     | 24  | мс     | 2170 / 2193       |   | 1 | ½ | 0 | ½ | 1 | 1 | 1 | 1 | 1  | 1  | ½  | 1  | 1  | ½  | 1  |  | 10 | 1  | 4 | 12   | Gold    |
| 2  | Ірина Челушкіна        | Львів           | 23  | мс     | 2080 / 2160       | 0 |   | 0 | 1 | 0 | 1 | 1 | 1 | 1 | 1  | 1  | 1  | ½  | 1  | 1  | 1  |  | 11 | 3  | 1 | 11½  | Silver  |
| 3  | Олена Титова           | Київ            | 21  | мс     | 1930 / 2148       | ½ | 1 |   | 0 | ½ | ½ | ½ | 0 | 1 | 1  | ½  | 1  | 1  | 1  | 1  | 1  |  | 8  | 2  | 5 | 10½  | Bronze  |
| 4  | Зоя Лельчук            | Львів           | 22  | мс     | 2100 / 2233       | 1 | 0 | 1 |   | ½ | 0 | 0 | ½ | 1 | 1  | 0  | 1  | 1  | 1  | 1  | 1  |  | 9  | 4  | 2 | 10   | 4       |
| 5  | Вікторія Артамонова    | Київ            | 23  | кмс    | 2005 / 2150       | ½ | 1 | ½ | ½ |   | ½ | ½ | 0 | 1 | 1  | 0  | ½  | ½  | 1  | 1  | 1  |  | 6  | 2  | 7 | 9½   | 5 — 6   |
| 6  | Ірина Березіна         | Київ            | 18  | кмс    | - / 2084          | 0 | 0 | ½ | 1 | ½ |   | 1 | ½ | ½ | 1  | ½  | 1  | 1  | 1  | 0  | 1  |  | 7  | 3  | 5 | 9½   | 5 — 6   |
| 7  | Наталія Гасюнас        | Одеса           | 27  | мс     | - / 2157          | 0 | 0 | ½ | 1 | ½ | 0 |   | 1 | 0 | 0  | ½  | 1  | 1  | 1  | 1  | 1  |  | 7  | 5  | 3 | 8½   | 7       |
| 8  | Любов Жильцова-Лисенко | Київ            | 27  | мс     | - / 2164          | 0 | 0 | 1 | ½ | 1 | ½ | 0 |   | 0 | 0  | 1  | 1  | 1  | 0  | ½  | 1  |  | 6  | 6  | 3 | 7½   | 8       |
| 9  | Світлана Стручкова     | Ялта            | 21  | кмс    | 1945 / 2129       | 0 | 0 | 0 | 0 | 0 | ½ | 1 | 1 |   | ½  | 0  | 1  | ½  | 1  | ½  | 1  |  | 5  | 6  | 4 | 7    | 9 — 11  |
| 10 | Олена Єліна            | Дніпропетровськ | 35  | кмс    | - / 2114          | 0 | 0 | 0 | 0 | 0 | 0 | 1 | 1 | ½ |    | 1  | ½  | 1  | ½  | 1  | ½  |  | 5  | 6  | 4 | 7    | 9 — 11  |
| 11 | Тетяна Морозова        | Одеса           | 40  | мс     | 2080 / 2171       | 0 | 0 | ½ | 1 | 1 | ½ | ½ | 0 | 1 | 0  |    | ½  | 1  | 0  | ½  | ½  |  | 4  | 5  | 6 | 7    | 9 — 11  |
| 12 | Марина Нижегородова    | Житомир         |     | кмс    | - / 2144          | ½ | 0 | 0 | 0 | ½ | 0 | 0 | 0 | 0 | ½  | ½  |    | 1  | 1  | 1  | 1  |  | 4  | 7  | 4 | 6    | 12      |
| 13 | Ірина Сон              | Львів           | 21  | мс     | 2030 / 2175       | 0 | ½ | 0 | 0 | ½ | 0 | 0 | 0 | ½ | 0  | 0  | 0  |    | 1  | 1  | 1  |  | 3  | 9  | 3 | 4½   | 13      |
| 14 | Катерина Боруля        | Київ            | 14  | кмс    | - / 2050          | 0 | 0 | 0 | 0 | 0 | 0 | 0 | 1 | 0 | ½  | 1  | 0  | 0  |    | ½  | 1  |  | 3  | 10 | 2 | 4    | 14 — 15 |
| 15 | Марина Корнієць        | Чернівці        |     | кмс    | - / 2050          | ½ | 0 | 0 | 0 | 0 | 1 | 0 | ½ | ½ | 0  | ½  | 0  | 0  | ½  |    | ½  |  | 1  | 8  | 6 | 4    | 14 — 15 |
| 16 | Наталія Васильєва      | Одеса           |     | кмс    | - / 2050          | 0 | 0 | 0 | 0 | 0 | 0 | 0 | 0 | 0 | ½  | ½  | 0  | 0  | 0  | ½  |    |  | 0  | 12 | 3 | 1½   | 16      |

| Легенда таблиці | Легенда таблиці        | Легенда таблиці | Легенда таблиці         | Легенда таблиці | Легенда таблиці | Легенда таблиці | Легенда таблиці | Легенда таблиці | Легенда таблиці |
| --------------- | ---------------------- | --------------- | ----------------------- | --------------- | --------------- | --------------- | --------------- | --------------- | --------------- |
|                 | Партія білими фігурами |                 | Партія чорними фігурами | 1               | перемога        | ½               | нічия           | 0               | поразка         |